# Finsko dekle
Finsko dekle, izvirno Suomi-neito (finsko) ali Finlands mö (švedsko), je nacionalna poosebitev Finske.
V umetnosti je običajno upodobljena kot mlada ženska s padajočimi svetlimi lasmi in modrimi očmi, oblečena v modro in belo, barvi finske zastave. Prvič je bila poetično in alegorično upodobljena v 18. stoletju pod imenom Aura (po reki Aurajoki) kot hčerka matere Svea, poosebitev Švedske, in postala simbolna figura finske nacionalne romantike 19. stoletja pod imenom Suomi-neito ali Finlands mö, ki se je pojavila pod rusko vladavino. Od takrat jo občasno enačijo z mitsko devico Aino, omenjeno v finskem narodnem epu Kalevala.
Izraz Finsko dekle je povezan tudi z geografsko obliko države, kot je prikazana na zemljevidu: z malo domišljije je mogoče prepoznati žensko polne postave. V tej interpretaciji Severna Laponska z Inarijem in Utsjoki predstavlja glavo Device, Enontekiö desno dvignjeno roko. Finska je po porazu v nadaljevalni vojni Sovjetski zvezi prepustila svoj drugi krak, območje okrog Petsama (rusko Pečenga); zdaj je rusko ozemlje. Leva roka je zato danes upognjena.

## V popularni kulturi
Kot rezultat dosledne razlage te uganke dobi mesto Turku na jugozahodu Finske včasih šaljiv vzdevek finska rit (Suomen perse).